# Alexandr Karelin
Alexandr Alexandrovič Karelin (* 19. září 1967 Novosibirsk) je bývalý sovětský a ruský zápasník – klasik, trojnásobný olympijský vítěz z let 1988, 1992 a 1996.

## Osobní život
Narodil se do rodiny profesionálního řidiče a úřednice. V dětství se vedle zápasu věnoval boxu, basketbalu a v rodném Novosibirsku populárnímu běhu na lyžích.
Má vystudovanou střední školu dopravní, obor automechanik. Vystudoval vysokou školu tělesné kultury v Omsku – v roce 1998 obhájil diplomovou práci a v roce 2002 disertační práci.
Od roku 1999 je členem ruského parlamentu (Státní duma) za stranu Jednotné Rusko.
Je ženatý s manželkou Olgou má tři děti. S manželkou je partnerem několika nadací.

## Sportovní kariéra
Zápasu řecko-římském se věnoval od svých 14 let v rodném Novosibirsku v místním klubu elektrotechnické vysoké školy Burevestnik. Jeho osobním trenérem byl po celou sportovní kariéru Viktor Kuzněcov. V sovětské mužské reprezentaci se pohyboval od roku 1987 v nejtěžší váze do 130 kg. V roce 1988 uspěl v sovětské olympijské nominaci pro start na olympijských hrách v Soulu na úkor tehdejší jedničky Igora Rostorockého. Bez většího zaváhání postoupil do finále proti Bulharu Rangelu Gerovskému. Vyrovnané finále vyhrál 5:3 na body, když minutu před koncem otočil bodové skóre svým pověstným kladivem. Získal zlatou olympijskou medaili.
Po svém prvním triumfu začal své váhové kategorii dominovat. V roce 1992 obhájil zlatou olympijskou medaili na olympijských hrách v Barceloně, když zvítězil ve finále nad Švédem Tomasem Johanssonem 6:0 na body. Jeho dominance pokračovala i v dalších letech. Na olympijské hry v Atlantě v roce 1996 přijel výborně připraven, byť několik týdnů nemohl zápasit kvůli operaci pravého ramene. Získal třetí zlatou olympijskou medaili, když ve finále porazil nejmenším možným výsledkem 1:0 na body domácího Američana Matta Ghaffariho.
Od roku 1997 se soustředil na více činností. Měl mladou rodinu. Založil nadaci na podporu talentovaných sportovců. V roce 1998 dokončil vysokoškolská studia a začal se aktivně věnovat politice. V roce 1999 nastoupil k exhibičnímu zápasu v profesionálním ringu proti Japonci Akiru Maedovi, za který měl obdržet částku v milionech dolarů. V olympijském zápasu si nadále udržoval výbornou formu, ale jeho dominance z dřívějších let nabývala trhlin. Na spadnutí byla jeho první porážka od roku 1987. Mezi hlavní kandidáty patřil Sergej Murejko, Giorgi Saldadze nebo Héctor Milián.
Na olympijské hry v Sydney v roce 2000 odjížděl s cílem získat jako první zápasník čtyři zlaté olympijské medaile. Od prvního kola však musel zápasit naplno. V základní skupině porazil Sergeje Murejka reprezentujícího Bulharsko a postoupil do čtvrtfinále, kde mu další síly sebral Giorgi Saldadze reprezentující Ukrajinu. V semifinále porazil Bělorusa Dmitrije Děbelku a postoupil do finále proti Američanu Rulonu Gardnerovi. Od první minuty se snažil dostat do chvatu proti takticky zápasícímu Američanovi. Po minutě poslal rozhodčí Američana za jeho pasivitu do parteru. Jeho pověstné kladivo "Karelin lift" však nečekaně neúřadovalo. Další minuty zápasu pokračovaly v boji o úchop bez náznaku akce. Rozhodčí proto po první půli nařídil klinč, při kterém chyboval, rozpojil při držení své ruce a dostal Gardnera do vedení 0:1 na body. Další minuty marně hledal recept na Američana, který byl na jeho boj o úchop výborně připraven. V posledních sekundách zápasu již neměl síly na zvrat a způsobil tak jedno z největších překvapení zápasnických soutěží v celé historii olympijských her. Získal stříbrnou olympijskou medaili a vzápětí ukončil sportovní kariéru.

## Výsledky
| Turnaj             | Sovětský svaz | Sovětský svaz | Sovětský svaz | Sovětský svaz | Sovětský svaz | Sovětský svaz | Sovětský svaz | Rusko | Rusko | Rusko | Rusko | Rusko | Rusko | Rusko | Rusko | Rusko |
| Turnaj             | 1985          | 1986          | 1987          | 1988          | 1989          | 1990          | 1991          | 1992  | 1993  | 1994  | 1995  | 1996  | 1997  | 1998  | 1999  | 2000  |
| Turnaj             | 18            | 19            | 20            | 21            | 22            | 23            | 24            | 25    | 26    | 27    | 28    | 29    | 30    | 31    | 32    | 33    |
| Turnaj             | -130          | -130          | -130          | -130          | -130          | -130          | -130          | -130  | -130  | -130  | -130  | -130  | -130  | -130  | -130  | -130  |
| ------------------ | ------------- | ------------- | ------------- | ------------- | ------------- | ------------- | ------------- | ----- | ----- | ----- | ----- | ----- | ----- | ----- | ----- | ----- |
| Olympijské hry     |               |               |               | 1.            |               |               |               | 1.    |       |       |       | 1.    |       |       |       | 2.    |
| Mistrovství světa  | —             | —             | —             |               | 1.            | 1.            | 1.            |       | 1.    | 1.    | 1.    |       | 1.    | 1.    | 1.    |       |
| Mistrovství Evropy | —             | —             | —             | 1.            | 1.            | 1.            | 1.            | 1.    | 1.    | 1.    | 1.    | 1.    | —     | 1.    | 1.    | 1.    |
| MS nadějí          | 1.            |               | 1.            |               |               |               |               |       |       |       |       |       |       |       |       |       |
| ME nadějí          |               | 1.            |               |               |               |               |               |       |       |       |       |       |       |       |       |       |

### Olympijské hry
| 1988 | −130 kg |  | výhra – pasiv. T. Johansson | výhra – pasiv. L. Klauz | výhra – 10:4 A. Neumüller | výhra – 15:0 D. Koslowski      | —                             |  | 4-0 | 14:0 | 25:4 |  | výhra – 5:3 R. Gerovski  |                        |                         |
| 1992 | −130 kg |  | výhra – 5:0 A. Borodow      | výhra – 7:0 C. Mesa     | výhra – 8:1 J. Ahokas     | volný los                      | výhra – 3:0 I. Grigoraș       |  | 5-0 | 15:1 | 23:1 |  | výhra – 6:0 T. Johansson |                        |                         |
| Rok  | Váha    |  | —                           | 1. kolo                 | 2. kolo                   | 3. kolo                        | 4. kolo                       |  |     |      |      |  | finále                   |                        |                         |
| 1996 | −130 kg |  | —                           | výhra – 10:0 O. Ayari   | výhra – 2:0 S. Murejko    | výhra – lopatky J. Ahokas      | výhra – lopatky P. Pojkilidis |  |     |      |      |  | výhra – 1:0 M. Ghaffari  |                        |                         |
| Rok  | Váha    |  | —                           | —                       | skup., 1. záp.            | skup., 2. záp.                 | skup., 3. záp.                |  | v-p | KB   | TB   |  | finále                   | semifinále             | čtvrtfinále             |
| 2000 | −130 kg |  | —                           | —                       | výhra – 3:0 S. Murejko    | výhra – lopatky M. Deák-Bárdos | volný los                     |  | 2-0 | 7:0  | 6:0  |  | prohra – 0:1 R. Gardner  | výhra – 3:0 D. Děbelka | výhra – 4:0 G. Saldadze |

### Mistrovství světa
| 1989 | −130 kg |  | kompletní výsledky nejsou k dispozici | kompletní výsledky nejsou k dispozici | kompletní výsledky nejsou k dispozici | kompletní výsledky nejsou k dispozici | kompletní výsledky nejsou k dispozici |  |     |     |      |  | výhra – ? L. Klauz          |                        |                         |                              |
| 1990 | −130 kg |  | kompletní výsledky nejsou k dispozici | kompletní výsledky nejsou k dispozici | kompletní výsledky nejsou k dispozici | kompletní výsledky nejsou k dispozici | kompletní výsledky nejsou k dispozici |  |     |     |      |  | výhra – ? T. Johansson      |                        |                         |                              |
| 1991 | −130 kg |  | kompletní výsledky nejsou k dispozici | kompletní výsledky nejsou k dispozici | kompletní výsledky nejsou k dispozici | kompletní výsledky nejsou k dispozici | kompletní výsledky nejsou k dispozici |  |     |     |      |  | výhra – ? M. Ghaffari       |                        |                         |                              |
| 1993 | −130 kg |  | kompletní výsledky nejsou k dispozici | kompletní výsledky nejsou k dispozici | kompletní výsledky nejsou k dispozici | kompletní výsledky nejsou k dispozici | kompletní výsledky nejsou k dispozici |  |     |     |      |  | výhra – ? S. Murejko        |                        |                         |                              |
| 1994 | −130 kg |  | kompletní výsledky nejsou k dispozici | kompletní výsledky nejsou k dispozici | kompletní výsledky nejsou k dispozici | kompletní výsledky nejsou k dispozici | kompletní výsledky nejsou k dispozici |  |     |     |      |  | výhra – ? H. Milián         |                        |                         |                              |
| 1995 | −130 kg |  | kompletní výsledky nejsou k dispozici | kompletní výsledky nejsou k dispozici | kompletní výsledky nejsou k dispozici | kompletní výsledky nejsou k dispozici | kompletní výsledky nejsou k dispozici |  |     |     |      |  | výhra – ? S. Murejko        |                        |                         |                              |
| Rok  | Váha    |  | —                                     | 1. kolo                               | 2. kolo                               | 3. kolo                               | 4. kolo                               |  |     |     |      |  | finále                      |                        |                         |                              |
| 1997 | −130 kg |  | —                                     | volný los                             | výhra – lopatky Jang J.-č.            | výhra – 2:0 S. Murejko                | výhra – 6:0 R. Gardner                |  |     |     |      |  | výhra – 13:0 M. Deák-Bárdos |                        |                         |                              |
| 1998 | −130 kg |  | —                                     | výhra – lopatky J. Ahokas             | výhra – 8:0 J. Jevsejčyk              | volný los                             | výhra – 4:0 G. Saldadze               |  |     |     |      |  | výhra – lopatky M. Ghaffari |                        |                         |                              |
| Rok  | Váha    |  | —                                     | —                                     | skup., 1. záp.                        | skup., 2. záp.                        | skup., 3. záp.                        |  | v-p | KB  | TB   |  | finále                      | semifinále             | 2. kolo                 | 1. kolo                      |
| 1999 | −130 kg |  | —                                     | —                                     | volný los                             | výhra – 10:0 M. Mizgaitis             | výhra – vzdal G. Giunta               |  | 2-0 | 8:0 | 10:0 |  | výhra – 3:0 H. Milián       | výhra – 2:0 S. Murejko | výhra – 5:1 G. Saldadze | výhra – lopatky E. Bengtsson |

### Mistrovství Evropy
| 1988 | −130 kg |  | kompletní výsledky nejsou k dispozici | kompletní výsledky nejsou k dispozici | kompletní výsledky nejsou k dispozici | kompletní výsledky nejsou k dispozici | kompletní výsledky nejsou k dispozici |  |     |     |      |  | výhra – ? K. Radoev       |                       |                          |
| 1989 | −130 kg |  | kompletní výsledky nejsou k dispozici | kompletní výsledky nejsou k dispozici | kompletní výsledky nejsou k dispozici | kompletní výsledky nejsou k dispozici | kompletní výsledky nejsou k dispozici |  |     |     |      |  | výhra – ? S. Zrobek       |                       |                          |
| 1990 | −130 kg |  | kompletní výsledky nejsou k dispozici | kompletní výsledky nejsou k dispozici | kompletní výsledky nejsou k dispozici | kompletní výsledky nejsou k dispozici | kompletní výsledky nejsou k dispozici |  |     |     |      |  | výhra – ? R. Gerovski     |                       |                          |
| 1991 | −130 kg |  | kompletní výsledky nejsou k dispozici | kompletní výsledky nejsou k dispozici | kompletní výsledky nejsou k dispozici | kompletní výsledky nejsou k dispozici | kompletní výsledky nejsou k dispozici |  |     |     |      |  | výhra – ? T. Johansson    |                       |                          |
| 1992 | −130 kg |  | kompletní výsledky nejsou k dispozici | kompletní výsledky nejsou k dispozici | kompletní výsledky nejsou k dispozici | kompletní výsledky nejsou k dispozici | kompletní výsledky nejsou k dispozici |  |     |     |      |  | výhra – ? I. Grigoraș     |                       |                          |
| 1993 | −130 kg |  | kompletní výsledky nejsou k dispozici | kompletní výsledky nejsou k dispozici | kompletní výsledky nejsou k dispozici | kompletní výsledky nejsou k dispozici | kompletní výsledky nejsou k dispozici |  |     |     |      |  | výhra – ? P. Kotok        |                       |                          |
| 1994 | −130 kg |  | kompletní výsledky nejsou k dispozici | kompletní výsledky nejsou k dispozici | kompletní výsledky nejsou k dispozici | kompletní výsledky nejsou k dispozici | kompletní výsledky nejsou k dispozici |  |     |     |      |  | výhra – ? G. Kékes        |                       |                          |
| 1995 | −130 kg |  | kompletní výsledky nejsou k dispozici | kompletní výsledky nejsou k dispozici | kompletní výsledky nejsou k dispozici | kompletní výsledky nejsou k dispozici | kompletní výsledky nejsou k dispozici |  |     |     |      |  | výhra – ? Ş. Donat        |                       |                          |
| 1996 | −130 kg |  | kompletní výsledky nejsou k dispozici | kompletní výsledky nejsou k dispozici | kompletní výsledky nejsou k dispozici | kompletní výsledky nejsou k dispozici | kompletní výsledky nejsou k dispozici |  |     |     |      |  | výhra – ? P. Kotok        |                       |                          |
| Rok  | Váha    |  | —                                     | 1. kolo                               | 2. kolo                               | 3. kolo                               | 4. kolo                               |  |     |     |      |  | finále                    |                       |                          |
| 1997 | −125 kg |  | nestartoval                           | nestartoval                           | nestartoval                           | nestartoval                           | nestartoval                           |  |     |     |      |  | —                         |                       |                          |
| 1998 | −130 kg |  | —                                     | —                                     | výhra – 11:0 D. Děbelka               | výhra – lopatky S. Murejko            | výhra – 3:0 J. Jevsejčyk              |  |     |     |      |  | výhra – 14:0 G. Saldadze  |                       |                          |
| Rok  | Váha    |  | —                                     | —                                     | skup., 1. záp.                        | skup., 2. záp.                        | skup., 3. záp.                        |  | v-p | KB  | TB   |  | finále                    | semifinále            | 1. kolo                  |
| 1999 | −130 kg |  | —                                     | —                                     | výhra – 4:0 M. Deák-Bárdos            | výhra – 4:1 D. Děbelka                | volný los                             |  | 2-0 | 8:0 | 10:0 |  | výhra – 7:1 A. Sofianidis | výhra – 7:0 G. Giunta | výhra – 3:0 J. Jevsejčyk |
| 2000 | −130 kg |  | kompletní výsledky nejsou k dispozici | kompletní výsledky nejsou k dispozici | kompletní výsledky nejsou k dispozici | kompletní výsledky nejsou k dispozici | kompletní výsledky nejsou k dispozici |  | ?   | ?   | ?    |  | výhra – ? S. Murejko      | ?                     | ?                        |